# Lo scandalo dell'osservatorio astronomico
Lo scandalo dell'osservatorio astronomico è un romanzo giallo scritto da Giorgio Scerbanenco e pubblicato nel 1944. È il sesto romanzo del ciclo di Arthur Jelling, il singolare funzionario della polizia di Boston creato da Scerbanenco.

## Trama
Quando un eminente astronomo viene trovato morto nel suo osservatorio a Boston, Arthur Jelling è chiamato a risolvere il caso. Le indagini portano Jelling nel mondo affascinante e complesso dell'astronomia, dove scopre che rivalità professionali e segreti personali potrebbero essere alla base del delitto. Tra calcoli celesti e strumenti scientifici, Jelling dovrà trovare il filo che lega tutte le prove per scoprire la verità.

## Edizioni
- Lo scandalo dell'osservatorio astronomico, in Supergiallo n.12, Milano, Arnoldo Mondadori Editore, 1944. - Collana Gialli Italiani Mondadori n.13, 1980.
- Lo scandalo dell'osservatorio astronomico, a cura di Roberto Pirani, Collana La memoria n.791, Palermo, Sellerio, 2012,  p. 270, ISBN 88-389-2392-9.
- Lo scandalo dell'osservatorio astronomico, Prefazione di Cecilia Scerbanenco, Collana Oceani, Milano, La nave di Teseo, 2024, ISBN 978-88-346-0738-1.